# Ines Švédská
Ines Švédská (* 7. února 2025 Danderyd) je švédská princezna, vévodkyně z Västerbottenu, nejmladší ze čtyř dětí a jediná dcera Karla Filipa, vévody z Värmlandu, a jeho manželky Sofie. Je osmou v pořadí následnictví švédského trůnu, po svém starším bratrovi Julianovi a před svou tetou Madeleine.